# Fédération béninoise de handball
La Fédération béninoise de handball (FBHB) est l'organisme d'administration et de contrôle du handball et du beach handball au Bénin. La FBHB est membre de la Confédération africaine de handball (CAHB) et membre de la Fédération internationale de handball (IHF) depuis 1966. La FBHB est classée 86e dans le classement mondial de l'IHF (en juillet 2024).

## Historique
La Fédération béninoise de handball a été fondée le 12 novembre 1962 sous le nom de Fédération dahoméenne de handball, deux ans après l'accession à l'indépendance du pays. Le président fondateur qui exerça cette fonction pendant les dix premières années d'existence fut Émile do Rego, qui fut remplacé en 1972 par l'officier militaire Clément Zinzindohoué. Après lui, Théophile Gnansounou (1974), Alphonse Agbayahoun (1979) et Marius Francisco (1981) ont exercé cette fonction. Ce dernier a occupé ce poste pendant 16 ans avant de rejoindre le Comité national olympique et sportif béninois en tant que président. Il a été remplacé par Éléazar Nahum, qui est décédé quelques mois avant la fin de son deuxième mandat en 2005. Ensuite, l'universitaire Mansourou A. Aremou, Antoine Bonou (2013) et Sidikou Karimou (depuis le 25 septembre 2021) ont pris le relais.
La FBHB a organisé le championnat d'Afrique des nations masculin en 1996 au cours duquel l'équipe nationale a fini neuvième.

## Liste des dirigeants successifs
Émile do Rego : 1962-1972, 
Antoine Bonou, 2017.
Sidikou Karimou, 2021-

## Équipes nationales
- Équipe du Bénin masculine de handball
- Équipe du Bénin féminine de handball
- Équipe du Bénin masculine junior de handball
- Équipe du Bénin masculine de beach handball
- Équipe du Bénin féminine de beach handball